# 龙漈仙宫
龙漈仙宫，又称瀛仙宫，位于中国福建省屏南县甘棠镇漈下村。明隆庆二年（1580年）建，由门楼、天井、西厢和大殿等组成。大殿面阔五间，进深六间，屋面重檐，下檐作四面坡，上檐为圆形攒尖顶，木构架，颇有特色。
2005年5月11日公布为第六批福建省文物保护单位。